# Yefri Reyes
Yefri Antonio Reyes Pinto (Caracas, Venezuela, 22 de mayo de 1996) es un futbolista venezolano-colombiano. Juega de centrocampista.

## Trayectoria
Llegó a Chacarita por intermedio de la filial "funebrera" en Colombia y bajo la recomendación de Carlos Pereyra, quien lo alojó en Argentina.

## Clubes
| Club              | País      | Año       |
| ----------------- | --------- | --------- |
| Chacarita Juniors | Argentina | 2017-2018 |
| Monagas           | Venezuela | 2019      |